# 日本シェイクスピア協会
日本シェイクスピア協会（にほんシェイクスピアきょうかい、英:Shakespeare Association in Japan）は、日本におけるシェイクスピア研究の促進を目的とする非営利の学術団体。研究年刊（Shakespeare Studies）、総合学術誌（Shakespeare Journal）、会報（Shakespeare Newsletter）、記念論文集の出版や、シェイクスピア学会、シェイクスピア祭、講演会、研究会の主催を通して、国内外の研究者間の交流を行なっている。

## 概要
1929年に東京帝国大学教授の市河三喜を会長、シェイクスピア全訳で知られる坪内逍遥を名誉会長として発足した第一次日本シェイクスピア協会を前身としている。日英友好をその大きな目的の一つとしていた第一次協会は、1930年代の政治情勢の緊迫によって活動にさまざまな支障が生じ、第二次世界大戦中は実質的な活動停止となった。
15年間の空白期間を経て、1961年から活動再開。1961年から1975年まで会長を務めた中島文雄の下に設立された。新協会は日本におけるシェイクスピア研究の促進を目的と定め、シェイクスピアとエリザベス朝演劇に関心をもつ全ての人々にその門戸を広げた。

## 歴代会長
- 初代会長:中島文雄 (1961 - 1975)
- 2代目:小津次郎 (1975 - 1988)
- 3代目:高橋康也 (1989 - 1997)
- 4代目:玉泉八州男 (1997 - 1999)
- 5代目:喜志哲雄 (1999 - 2001)
- 6代目:金子雄司 (2001 - 2005)
- 7代目:楠明子 (2005 - 2009)
- 8代目:安達まみ (2009 - 2013)
- 9代目:中野春夫 (2013 - 2015)
- 10代目:井出新 (2015 - )